# Evangelisch-Lutherische Kirche im Königreich der Niederlande
Die Evangelisch-Lutherische Kirche im Königreich der Niederlande (niederländisch: Evangelisch-Lutherse Kerk in het Koninkrijk der Nederlanden) war eine evangelisch-lutherische Kirche im Königreich der Niederlande. Sie bestand von 1818 bis 2004.

## Geschichte
Die ersten lutherischen Gemeinden in den Niederlanden wurden im 16. Jahrhundert gegründet, aber eine übergreifend organisierte Evangelisch-Lutherische Kirche im Königreich der Niederlande kam erst im Jahre 1818 zustande. Die Stadt Amsterdam ist bis heute das Zentrum des niederländischen Luthertums. Die meisten Lutheraner in den Niederlanden stammen von Personen ab, die höchstwahrscheinlich in Kontakt mit deutschen und/oder skandinavischen Kaufleuten gekommen waren. Die lutherische Kirche blieb immer ziemlich klein. Am 1. Mai 2004 ging die Kirche in der Protestantischen Kirche in den Niederlanden (PKN) auf. Die Evangelisch-Lutherische Kirche im Königreich der Niederlande hatte ca. 14.000 Mitglieder, als sie in der PKN aufging. Ende 2001 war der Mitgliederbestand 14.253.